# Concert per a clarinet núm. 1 (Weber)
El Concert per a clarinet núm. 1 en fa menor, op. 73 (J. 114), va ser escrit per Carl Maria von Weber per al clarinetista Heinrich Bärmann l'any 1811. L'obra és molt apreciada dins del repertori de l'instrument. Està escrita per a clarinet en si bemoll. L'obra consta de tres moviments en la forma ràpid, lent, ràpid. Es va estrenar a Múnic el 13 de juny de 1811, amb la presència de Maximilià I Josep de Baviera.

## Estructura
- Allegro en fa menor, que modula a do bemoll major i posteriorment torna a fa menor amb un compàs de 3/4.

- Adagio ma non troppo en do major, que es transforma en do menor i mi bemoll major, i després torna a do major amb un compàs de 4/4.

- Rondo; Allegretto en fa major amb un compàs de 2/4.

## Origen i context
El 1811, Weber va guanyar una gran popularitat amb l'orquestra de la cort de Baviera, i va rebre moltes sol·licituds per composicions. Va atendre diverses d'aquestes demandes, inclosa la d'E.G. Brandt, el fagotista de la cort. En moltes de les seves obres, Weber va demostrar una clara preferència pels instruments de vent, escrivint nombroses composicions tant per a instruments solistes com per a conjunt. Per a Brandt, va escriure el Concert per a fagot i orquestra en fa major, op. 75, una peça de forma clàssica que treu profit de la gran versatilitat i rang de l'instrument, així com la seva capacitat per realitzar salts sobtats.
Weber va escriure des de Múnic l'abril de 1811: «D'ençà que vaig compondre el Concertino per a clarinet, tota l'orquestra ha estat un veritable mal de cap demanant-me concerts... dos concerts per a clarinet (un dels quals en fa menor ja està gairebé acabat), dues àries grans, un concert per a violoncel, un concert per a fagot. Veus que no em va tan malament, i molt probablement passaré l'estiu aquí, on guanyo tant que em queda una mica després de pagar la meva manutenció». Al llarg de bona part de la seva vida, Weber va haver de treballar de manera excessivament intensa només per poder sobreviure, tot i que no destacava per la seva robustesa física.